# Karambol
Karambol (Averrhoa carambola), også kaldet stjernefrugt, er enten gul eller grøn.
Den smager syrligt og saftigt, men smagen er på ingen måde gennemtrængende, den minder lidt om vandmelon. Frugten bruges ofte i drinks, eller som pynt til dessert.
| Botanik | Spire Denne botanikartikel er en spire som bør udbygges. Du er velkommen til at hjælpe Wikipedia ved at udvide den. |